# Walter Gómez
Walter Gómez   (Montevideo, 17 de desembre de 1927 - Buenos Aires, 4 de març de 2004) fou un futbolista uruguaià de la dècada de 1950.
Fou 4 cops internacional amb la selecció de l'Uruguai. Pel que fa a clubs, defensà els colors de Nacional, River Plate i Palermo, entre d'altres.

## Referències

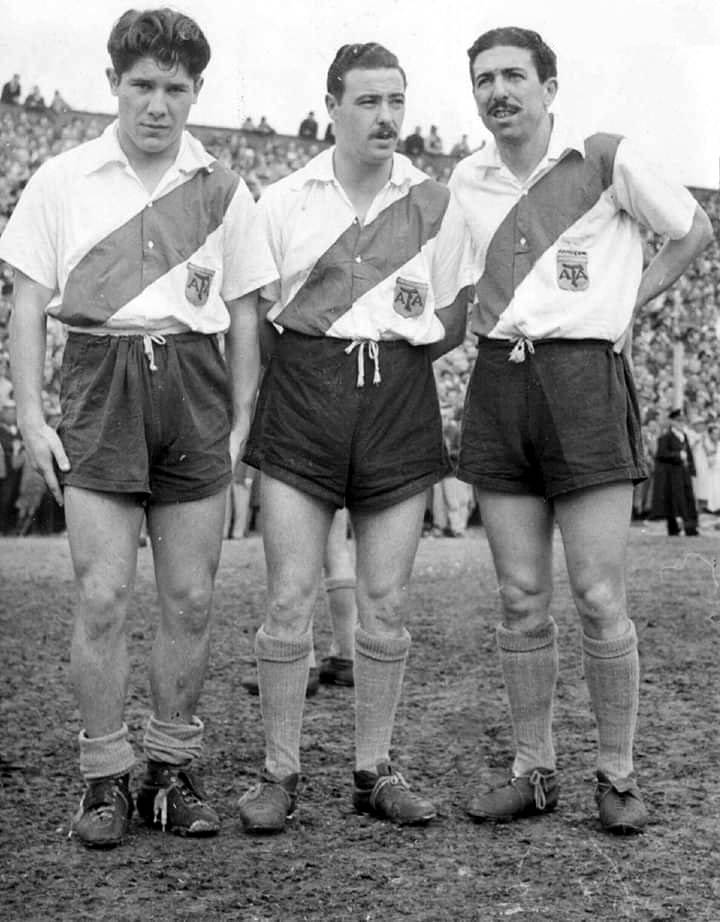
Walter Gómez amb Omar Sívori i Ángel Labruna.